# Theo Heemskerk
Theodorus (Theo) Heemskerk (Amsterdam, 20 luglio 1852 – Utrecht, 12 giugno 1932) è stato un politico olandese, primo ministro dei Paesi Bassi dal 12 febbraio 1908 al 29 agosto 1913.

## Biografia
Figlio dell'ex primo ministro Jan Heemskerk, studia Giurisprudenza all'Università di Leida ed inizia ad esercitare la professione di avvocato ma ben presto si dedica alla vita politica.
Prima di seguire le orme del padre alla guida dell'esecutivo ricopre numerosi incarichi: deputato della Camera Bassa, Ministro della Giustizia.
Nonostante i contrasti con il leader del partito anti-rivoluzionario Abraham Kuyper nel 1908 viene incaricato di formare un nuovo governo che viene ricordato per le numerosi leggi adottate per la diffusione delle vaccinazioni e a favore dei poveri.